# Batočina
Batočina (serbisch-kyrillisch Баточина) ist eine Stadt und eine Gemeinde in der serbischen Region Šumadija am Fluss Lepenica. Die Gemeinde hatte 2006 geschätzt etwa 13.500 Einwohner auf einer Fläche von 136 km². Die Einwohner sind fast ausschließlich serbisch-orthodox (99,8 %). 
In der Stadt sind 11 Grundschulen und 4 Oberschulen ansässig. Die näheren Dörfer in der Umgebung sind Dobrovodica, Gradac, Žirovnica, Kijevo, Nikšić, Brzan, Milatovac, Prnjavor und Crni Kao. Die nächstgrößeren Städte sind Jagodina und Kragujevac.
Im Stadtzentrum seht die 1854 erbaute Serbisch-orthodoxe Mariä-Geburt-Kirche.